# Василь Сич
Василь Григорович Сич (в деяких джерелах по батькові — Гнатович) (*д/н —†бл. 1752) — український військовий діяч, кошовий отаман Війська Запорозького Низового у 1745—1747 та 1751 роках.

## Життєпис
Про діяльність Василя Сича відомо замало. Брав участь у російсько-турецькій війні 1735—1739 років. У 1740 році обирається військовим суддею. У 1745 році було обрано кошовим отаманом. Ймовірно до того зумів відзначитися у кількох військових походах. Втім, щодо перебування Сича на Олешківській Січі немає відомостей. Під час каденції Сича загострилося суперництво між запорізькими та донськими козаками за землі у міжріччі Кальміусу та Дону (сучасні Донецька та Луганська області України). Запорожцям вдалося встановити контроль над більшою частиною узбережжя Азовського моря, навіть створити зимівники на території сучасної Кубані.
У відповідь російська імператриця Єлизавета Петрівна у 1746 році видала указ, що зобов'язував кошового Василя Сича попалити всі курені запорожців у районі Єйської коси (район сучасного російського міста Єйська). А надалі запорізьким козакам заборонялося навіть ступати на задонську частину узбережжя.
Проте виконувати наказу цариці Сич не поспішав, а вдався до дипломатії: послав своїх гінців до Сенату. Але це не дало жодного результату.
Зберігся лист цього кошового на ім'я Київського губернатора М. Леонтьєва, який проливає світло на морську торгівлю Січі. Василь Сич повідомляв, що в різний час в 1746 році прибувало від 5 до 10 великих кораблів. Для них існувала бухта на річці Підпільній. Іноземні кораблі заходили туди «безданно і без пошлинно», але спочатку витримували — під наглядом коменданта Нової Січі — 20-денну обсервацію. Тобто Січ на той час була ще й торговельним портом.
У 1749 році його разом з Олексієм Вербицьким відправлено задля підписання миру з Кримським ханством. У 1751 році знову обирається кошовим отаманом. Того ж року листувався з гетьманом Кирилом Розумовським стосовно порушення кордонів Вольностей Запорозьких сербськими поселенцями та лівобережними козаками, проте не знайшов згоди і підтримки. У 1752 році поступився булавою Якову Ігнатовичу. Підтримував гайдамаків, за що пізніше "найден во взятии от гайдамаков разграбленных в татар вещей и денег прилично и потому оной Сыч отправлен в киевскую генерал-губернаторскую канцелярию под караул, где и умер".